# Sophie Schütt
Sophie Schütt (ur. 9 marca 1974) – niemiecka aktorka teatralna, filmowa, telewizyjna, działaczka społeczna.

## Życiorys
Sophie Schütt w latach 1992-1996 była członkinią nieformalnej grupy teatralnej „Curry, Sand und Eigelb”, w której występowała w hamburskich teatrach. Od 1995 roku występuje w wielu niemieckich filmach i serialach. Polskim widzom znana z głównej roli w miniserialu Afryka – za głosem serca.

## Filmografia

### Filmy
| - 1995: Kinder des Satans - 1995: Stadtgespräch - 1996: Tatort – Mord hinterm Deich - 1997: Schwanger in den Tod - 1997: Trickser - 1998: Zerschmetterte Träume – Eine Liebe in Fesseln - 1999: Sieben Tage bis zum Glück - 2000: Wie angelt man sich seinen Chef? - 2000: Rosamunde Pilcher: Zeit der Erkenntnis - 2000: Es geht nicht immer nur um Sex - 2000: Paranoia - 2001: 1000 Meilen für die Liebe - 2001: Ein Millionär zum Frühstück - 2001: Die Explosion – U-Bahn-Ticket in den Tod - 2002: Verliebt auf Bermuda - 2002: Der Mann mit den grünen Augen - 2002: Der Augenblick der Begierde - 2003: Traumprinz in Farbe - 2003: Wintersonne | - 2004: Schöne Witwen küssen besser - 2005: Ein Luftikus zum Verlieben - 2006: Himmel über Australien - 2006: Rosamunde Pilcher: Wiedersehen am Fluss - 2007: Wie angelt man sich seine Chefin? - 2008: Entführt – Ich hol dich da raus - 2008: Gefühlte XXS – Vollschlank & frisch verliebt - 2008: Kreuzfahrt ins Glück: Hochzeitsreise nach Madeira - 2009: Claudia, das Mädchen von Kasse 1 - 2010: Auch lügen will gelernt sein - 2010: Rosamunde Pilcher: Wohin du auch gehst - 2010: Für immer Neuseeland - 2010: Lilly Schönauer – Wo die Liebe hinfällt - 2010: Sommerkleid und Anzug - 2011: Stadtgeflüster – Sex nach Fünf - 2013: Nur mit Euch! - 2014: 16 über Nacht! (Fernsehfilm) - 2014: Einmal Bauernhof und zurück (Fernsehfilm) - 1996: Faust – Kinder der Straße - 1996: Alphateam – Die Lebensretter im OP – Das Gesicht des Jahres - 1998: Ein Fall für Zwei – Unheimliche Geschäfte - 1998: Adelheid und ihre Mörder – Die Liebesinsel - 1998: Balko – Terror im OP | - 1999: Einfach Klasse! - 1999: Unser Charly (3 Episoden) - 2000: Kobra – oddział specjalny – Blinde Liebe - 2003: Kunden und andere Katastrophen - 2004–2006: Typisch Sophie (18 odcinków) - 2006: Afryka – za głosem serca |